# Billy Thomson
William Marshall Thomson (10 de febrero de 1958 - 6 de febrero de 2023) fue un futbolista escocés que se desempeñaba como arquero o portero.

## Trayectoria
Jugó en el seleccionado nacional de  Escocia en siete ocasiones de 1980 a 1983. Tuvo su debut en la derrota ante Irlanda del Norte por 0-1 el 16 de mayo de 1980; disputó la clasificación de UEFA para la Copa Mundial de Fútbol de 1982 y la clasificación para la Eurocopa 1984.
Después de retirarse, Thomson se unió al cuerpo técnico del Dundee United antes de regresar a los Rangers como entrenador de porteros en mayo de 200, permaneciendo allí hasta su partida en agosto de 2007. Dos meses después asumió un papel similar a tiempo parcial con el Kilmarnock. 
Thomson se convirtió en entrenador de porteros de Stranraer en junio de 2021, poco después de dejar Kilmarnock.
Thomson murió el 6 de febrero de 2023, cuatro días antes de cumplir 65 años.